# Monovibrante alveolare sorda
La monovibrante alveolare sorda è un suono consonantico non comune. Il simbolo nell'alfabeto fonetico internazionale che rappresenta questo suono è ⟨ɾ̥⟩, una combinazione della lettera per la monovibrante alveolare sonora e un segno diacritico che indica la mancanza di voce. Il simbolo X-SAMPA equivalente è 4_0.
In italiano tale fono non è presente.

## Caratteristiche
- il suo modo di articolazione è monovibrante, perché questo fono è dovuto a una debole occlusione del canale orale (la bocca), subito interrotta;
- il suo luogo di articolazione è alveolare, perché nel pronunciare tale suono la punta della lingua si accosta agli alveoli dei denti incisivi superiori;
- è una consonante sorda, in quanto questo suono è prodotto solo dal sibilare dell'aria e non dalle corde vocali.

## Occorrenza
| Lingua     | Lingua    | Parola | AFI      | Significato | Appunti                                                                                            |
| ---------- | --------- | ------ | -------- | ----------- | -------------------------------------------------------------------------------------------------- |
| Bengali    | Bengali   | আবার    | [ˈäbäɾ̥]  | 'Ancora'    | Possibile allofono di /ɹ/ nella sillaba coda.                                                      |
| inglese    | inglese   | throw  | [θɾ̪̊oʊ]   | 'gettare'   | Allofono di/ɹ/ dopo di /θ/.                                                                        |
| Greca      | Ciprioti  | αρφός  | [ɐɾ̥ˈfo̞s] | 'Fratello'  | Allofono di /ɾ/ prima delle consonanti sorde. Potrebbe invece essere una Vibrante alveolare sorda. |
| Islandese  | Islandese | hrafn  | [ˈɾ̥apn̪̊]  | 'corvo'     | è realizzato come /r̥/ per alcuni parlanti illustra a /n̥/.                                          |
| Portoghese | Europeo   | assar  | [əˈsäɾ̥]  | 'arrostire' | Allofono apparente di /ɾ/; distribuzione non chiara, ma comune nella coda nel corpus di.           |
| Turca      | Turca     | bir    | [biɾ̝̊]    | 'uno'       | /ɾ/ è spesso sorda alla fine della parola e prima di una consonante sorda.                         |